# Pic de Rovinets
El pic de Rovinets és una muntanya amb una altitud màxima de 2.279 metres situada a la capçalera de la vall de Cardós, que es troba al municipi de Lladorre, a la comarca del Pallars Sobirà. Forma part del Parc Natural de l'Alt Pirineu. En la seva cara nord, a 2.223 metres d'altitud, es troba el petit estany de Rovinets.
Està situat al sud del pla de Boavi. La cara nord de la muntanya està poblada per pi negre, excepte per les diverses canals per on han caigut allaus, poblades per bedolls.